# Izabela Bodnar
Izabela Anna Bodnar z domu Jeremicz (ur. 13 lutego 1975 w Lublińcu) – polska ekonomistka, menedżerka i polityczka, posłanka na Sejm X kadencji.

## Życiorys
Kształciła się w grze na fortepianie na Akademii Muzycznej we Wrocławiu. Absolwentka studiów licencjackich z bankowości i finansów w Wyższej Szkole Bankowej we Wrocławiu (2000). Magisterium z finansów przedsiębiorstw uzyskała w 2002 na  Akademii Ekonomicznej we Wrocławiu. Pracowała m.in. w banku Credit Agricole Bank Polska, w tym w latach 2010–2016 na stanowiskach dyrektora departamentu. Później zajmowała dyrektorskie stanowiska w spółkach prawa handlowego.
Zaangażowana w działalność charytatywną. W 2022 utworzyła Fundację Wroc ma Moc, w której objęła funkcję prezesa zarządu. W okresie inwazji Rosji na Ukrainę kierowana przez nią fundacja zajęła się organizacją pomocy dla uchodźców wojennych oraz dla ludności cywilnej pozostałej na Ukrainie.
Przystąpiła do Polski 2050 Szymona Hołowni. W wyborach parlamentarnych w 2023 została wybrana do Sejmu z okręgu wrocławskiego, kandydując z trzeciego miejsca na liście koalicji Trzecia Droga i otrzymując 26 404 głosy. Została przewodniczącą Podkomisji stałej do spraw przedsiębiorczości, zasiadła też w Komisji do Spraw Kontroli Państwowej, Komisji Gospodarki i Rozwoju oraz Komisji Ochrony Środowiska, Zasobów Naturalnych i Leśnictwa. W lutym 2024 została ogłoszona kandydatką Trzeciej Drogi na prezydenta Wrocławia w wyborach samorządowych w kwietniu tego samego roku. W pierwszej turze otrzymała 29,80% głosów, przechodząc do drugiej tury. Przegrała w niej z ubiegającym się o reelekcję Jackiem Sutrykiem, zdobywając 31,71% głosów. W lipcu 2025 wystąpiła z Polski 2050 i klubu parlamentarnego tej partii.

## Wyniki wyborcze
| Wybory | Komitet Wyborczy    | Komitet Wyborczy    | Organ           | Okręg | Wynik          |
| ------ | ------------------- | ------------------- | --------------- | ----- | -------------- |
| 2023   |                     | Trzecia Droga       | Sejm X kadencji | nr 3  | 26 404 (3,40%) |
| 2024   | Prezydent Wrocławia | Prezydent Wrocławia | 69 954 (29,80%) |       |                |
| 2024   | Prezydent Wrocławia | Prezydent Wrocławia | 53 572 (31,71%) |       |                |

## Życie prywatne
Córka Marka i Ireny. Zamężna z Maciejem, ma troje dzieci.